# Lyophyllum hypoxanthum
Lyophyllum hypoxanthum är en svampart som beskrevs av Joss. & Riousset 1975. Lyophyllum hypoxanthum ingår i släktet Lyophyllum och familjen Lyophyllaceae.   Inga underarter finns listade i Catalogue of Life.